# أكسيد الزنك والغاليوم والإنديوم
أكسيد الزنك والغاليوم والإنديوم (IGZO) هو شبه موصل يتألف من عناصر الإنديوم والغاليوم واالزنك، بالإضافة إلى الأكسجين على شكل أكسيد.
تستخدم هذه المادة شبه الموصلة في تصنيع ترانزستورات الغشاء الرقيق (TFT) في دارات الشاشات المسطحة، وكانت تلك الترانزستورات قد طورت لأول مرة في معهد طوكيو للتكنولوجيا بالتعاون مع وكالة العلوم والتكنولوجيا اليابانية في سنة 2003.